# Nyximyia
Nyximyia is een vliegengeslacht uit de familie van de roofvliegen (Asilidae).

## Soorten
- N. nigra Hull, 1962